# モハメド・ファレス
モハメド・ファレス（Mohamed Fares、1996年2月15日 - ）は、フランス・オーベルヴィリエ出身のアルジェリア代表のサッカー選手。トリノFC所属。ポジションはディフェンダー、ミッドフィールダー。

## 経歴
2014年12月14日、ウディネーゼ・カルチョ戦でプロデビュー。
2018年6月18日、S.P.A.L.に1年間の期限付き移籍をした。
2020年10月1日、SSラツィオに移籍することが発表された。
2022年1月14日、トリノFCにシーズン終了までのレンタルで移籍した。